# Come un gatto in tangenziale
Pour plus de détails, voir Fiche technique et Distribution.
Come un gatto in tangenziale est une comédie italienne écrite et réalisée par Riccardo Milani et sortie en 2017.

## Fiche technique
- Titre original : Come un gatto in tangenziale
- Réalisation : Riccardo Milani
- Scénario : Riccardo Milani, Paola Cortellesi
- Photographie : Saverio Guarna
- Montage : Patrizia Ceresani
- Musique : Andrea Guerra
- Pays d'origine : Italie
- Langue originale : italien
- Format : couleur
- Genre : Comédie
- Durée : 98 minutes
- Dates de sortie :
  - Italie : 28 décembre 2017

## Distribution
- Paola Cortellesi : Monica
- Antonio Albanese : Giovanni
- Sonia Bergamasco : Luce
- Luca Angeletti : Giulio
- Antonio D'Ausilio : Francesco
- Alice Maselli : Agnese
- Simone de Bianchi : Alessio
- Claudio Amendola : Sergio
- Silvia Cohen : Padrona di casa a Capalbio